# レバノン侵攻 (2024年)
レバノン侵攻 （レバノンしんこう） は、2023年からのイスラエル・ヒズボラ紛争が続いていた2024年10月1日、イスラエル・ハマス戦争の波及の結果として、イスラエル国防軍（IDF）がレバノン南部へ地上侵攻を開始した事件である。
レバノンを拠点とするヒズボラは長年イスラエルを敵視・攻撃しており、イスラエルは2024年9月、ヒズボラ関係者に持たせたポケベルの爆発工作を実行。続いてレバノン全土を標的としたイスラエルの空爆作戦を展開し、9月27日にはヒズボラ指導者ハサン・ナスララを殺害した。これら一連の大規模攻撃によってヒズボラの能力が低下し、指導部が壊滅的な打撃を受けた。
9月30日、イスラエル国防軍はレバノンと接するイスラエル北部国境の一部を閉鎖された軍事区域とすると宣言。翌10月1日未明、イスラエル国防軍がレバノン南部に対して限定的な地上作戦を開始したと発表、イスラエル陸軍がレバノン領内に侵入した。レバノン軍（LAF）はブルーラインから撤退した。
イスラエルによると、この侵攻は、イスラエル北部の民間人のコミュニティに脅威を与える可能性のあるヒズボラの部隊とインフラを根絶することを目的としている。ヒズボラは、イスラエルに2つの戦線で戦わせることで圧力をかけることを目的としていると述べた。

## 経緯

### 背景
イスラエルがレバノン南部に侵攻し、ヒズボラと地上戦を行ったのは、1ヶ月にわたる2006年レバノン戦争の時以来である。
2023年10月8日、現在も続くイスラエル・ハマス戦争の始まりとなった2023年のハマスによるイスラエル攻撃の翌日、ハマスの同盟者であり、イラン・イスラム共和国主導の政治的・軍事連合「抵抗の枢軸」の一部であるヒズボラは、イスラエル北部と同国が実効支配するゴラン高原への攻撃を開始することで紛争に参戦した。それ以来、ヒズボラとイスラエルは国境を越えた軍事衝突に巻き込まれており、イスラエルとレバノンの地域社会全体が避難を余儀なくされ、国境沿いの建物や土地に大きな被害が出ている。2023年10月7日から2024年9月20日までに、10,200件の国境を越えた攻撃があり、そのうちイスラエルは8,300件を発射した。この攻撃により、約96,000人のイスラエル人と100万人のレバノン人が避難している。
イスラエルは、ヒズボラが国際連合安全保障理事会決議1701（UNSCR 1701）を実施し、リタニ川の北に部隊を撤退させるよう要求した。ヒズボラは、イスラエルがガザ地区侵攻を停止するまでイスラエルへの攻撃を続けると述べている。イスラエルとヒズボラの両方が、UNSCR 1701に基づく未履行の義務を負っている。
ヒズボラは、民間施設にロケット弾を保管し、イスラエルへのトンネルを建設し、UNIFILのアクセスを妨害するなど、レバノン南部に強力な軍事プレゼンスを確立している。アメリカ合衆国（米国）特使アモス・ホックスタインとフランスが主導する外交努力は、これまでのところ紛争の解決に成功していない。

### 戦闘激化
紛争は2024年9月にエスカレートした。9月17日と18日には、数千台の携帯用ポケットベルと無線機が一連の協調攻撃で爆発した。爆発により42人が死亡、少なくとも3,500人が負傷し、民間人も含まれていた。ロイター通信は、名前を明かしていないヒズボラの職員の話として、1,500人のヒズボラ戦闘員が負傷のために戦闘不能となり、多くが失明したり、手足を失ったりしたと報じた。イスラエルはこの攻撃への関与を当初否定したものの、イスラエルの情報筋はロイター通信などのメディアに対し、イスラエルの情報機関（モサド）と軍によって仕組まれたものだと語った。これに対し、この攻撃をイスラエルによる宣戦布告の可能性があると表現したヒズボラは、数日後、イスラエル北部へのロケット攻撃を開始した。
9月20日、イブラヒム・アキルがレバノンの首都ベイルートでイスラエルの攻撃により殺害され、部隊の他の上級指揮官も共に殺害された後、緊張はさらに高まった。レバノン市民に避難を命じた後、イスラエルは9月23日に一連の空爆を開始し、最初の1週間で800人以上が死亡、5,000人以上が負傷した。
2024年9月27日、ハサン・ナスララ（ヒズボラの書記長）と、ヒズボラ南部方面司令官アリー・カルキーを含む他の数人のヒズボラ幹部が、ベイルートに対するイスラエルの空爆で暗殺された。この攻撃は、ヒズボラの指導者たちが、ベイルート南部のダーヒエ郊外にあるハレト・フレイクの住宅街の下にある地下のヒズボラ本部で会合中に発生した。

### 地上侵攻準備
9月30日、イスラエルは米国に対し、国境沿いのヒズボラのインフラを一掃することを目的としたレバノンでの地上作戦を実行する意向を伝えた。その夜、レバノン軍（LAF）と国際連合レバノン暫定駐留軍（UNIFIL）はイスラエル・レバノン国境から北へ国境およびイスラエル国防軍（IDF）から5キロメートルの距離まで撤退し、メトゥラ、ミスガブ・アム、クファル・ギラディの集落は閉鎖された軍事区域であると宣言した。イスラエル軍はレバノン南部の国境に集結しており、イスラエルは限定的な地上侵攻の準備をしていると述べた。

### 地上侵攻開始
10月1日、イスラエル国防軍は、地上作戦の数ヶ月前からイスラエル軍がレバノン南部で襲撃を行い、国境近くの村、アイタ・アッ・シャーブ、マイス・エジ・ジャバル、カフル・キラを含むで、ヒズボラのトンネル、武器庫、および侵攻計画を明らかにしたと発表した。イスラエル国防軍報道官ダニエル・ハガリは、これらの発見は、現在進行中の紛争のきっかけとなったハマスによる2023年10月7日の攻撃と同様の攻撃を開始するというヒズボラの意図を示していると述べた。ハガリは、ビデオや地図を含むこれらの作戦からの証拠が国際社会に提示されることも述べたが、ヒズボラは彼の主張についてコメントしていない。

## 地上侵攻の詳細

### 10月1日
10月1日、イスラエル国防軍は、より広範な地上侵攻に先立つことを目的とした一連の小規模な襲撃でレバノン国境を越えた。目撃者たちは、レバノン南部で戦車の音を聞いたと述べている。レバノン南部の国境の町に激しい砲撃があったという報告もあった。イスラエル国防軍は、ベイルートへの爆撃準備のため、住民に避難を呼びかけた。ヒズボラはまた、オダイセとカフル・キラの反対側の町でイスラエル国防軍兵士への攻撃を確認したと主張した。
10月1日、イスラエル国防軍はTelegramの声明で地上作戦の存在を確認し、ヒズボラのインフラを攻撃する意向を明示した。この声明の発表直後、イスラエル国防軍報道官ダニエル・ハガリもこの作戦を確認した。これらの声明が発表されるまで、イスラエル国防軍は作戦について何も発表していなかった。ヒズボラはレバノン南部からイスラエルに向けて10発のロケット弾と、イスラエル中部に向けてドローン1機を発射した。ヒズボラは、12回の別々の攻撃でイスラエル国防軍の拠点、イスラエル兵士、および集落を標的にしたと述べた。
アイン・アル＝ヒルウェ難民キャンプにあるレバノンのアル・アクサ殉教者旅団のムニール・アル＝マクダ准将の自宅へのイスラエルの攻撃で、少なくとも5人が死亡した。
レバノンからガリラヤ上部に向けて3発のロケット弾が発射された。アル＝ダウディヤの民家へのイスラエルの攻撃で、少なくとも10人が死亡、5人が負傷した。ヒズボラは、メトゥラのイスラエル兵士をロケット弾と砲撃で標的にしたと述べた。
イスラエル国防軍は、レバノン南部でヒズボラとの激しい戦闘が発生していると述べた。イスラエル国防軍はまた、住民に対し、リタニ川の北から川の南までは車両で移動しないよう警告した。イスラエル国防軍はまた、アビビムとメトゥラに発射物が発射されたとも述べた。「多数の」ロケット弾がレバノンからイスラエルに発射され、2人が中等程度の負傷を負った。ヒズボラは、テルアビブにある8200部隊本部をFadi-4ロケットで、テルアビブ郊外にあるモサド本部を標的にしたと述べた。イスラエル国防軍は、レバノン南部の25の村の住民に対し、アワリ川の北に避難するよう緊急警告を発した。約30発のロケット弾がレバノンからイスラエル北部に向けて発射された。
イスラエル国防軍は、イスラエル参謀本部諜報局（アマーン）と連携して、北部方面軍と特殊部隊が主導するイスラエル国防軍部隊が、カフル・キラ、アイタ・アッ・シャーブ、マイス・エジ・ジャバルなどの町のヒズボラのインフラを占領し、ヒズボラの撤退後に放棄された施設を破壊したと主張した。
イスラエル国防軍はダーヒエで少なくとも2回の空爆を実施した。ヒズボラは、テルアビブ郊外にあるスデ・ドブ空軍基地をミサイルで標的にしたと述べた。

#### ヒズボラによる報復
ヒズボラは南レバノンからイスラエルに向けて10発のロケット弾とイスラエル中部に向けて無人機1機を発射した。ヒズボラは、12回の個別攻撃でIDFの拠点、イスラエル兵ユダヤ人入植地」を標的にしたと述べた。レバノンからガリラヤ上部に向けて3発のロケット弾が発射された。ヒズボラはメトゥラのイスラエル兵をロケット弾と大砲で攻撃したと述べた。
「多数の」ロケット弾がレバノンからイスラエルに向けて発射され、2人が中程度の怪我を負った。ヒズボラはテルアビブにある8200部隊本部をFadi-4ロケットで、テルアビブ郊外にあるモサド本部を攻撃したと述べた。約30発のロケット弾がレバノンからイスラエル北部に向けて発射された。ヒズボラは、攻撃の4年以上前に閉鎖され、解体されたテルアビブ郊外の空港兼空軍基地であるスデ・ドブ空港をミサイルで攻撃したと述べた。

#### イスラエルによるレバノンその他地域への攻撃
イスラエル国防軍は、レバノンの首都ベイルート南部郊外への爆撃準備のため、住民に避難を呼びかけた。イスラエル国防軍はダヒエで少なくとも2回の空爆を実施した。イスラエル国防軍は、レバノンのヒズボラへのイラン製兵器輸送の責任者であるムハンマド・ジャアファル・カシムがベイルートでの空爆で殺害されたと主張した。イスラエル国防軍は、ベイルートでの空爆でヒズボラのイマーム・フセイン師団の司令官を殺害したと述べた。
アイン・アル＝ヒルウェ難民キャンプにある、レバノンのアル・アクサ殉教者旅団のムニル・アル＝マクダ准将の自宅へのイスラエルの攻撃により、少なくとも5人が死亡した。
シリア軍筋は、イスラエルがスワイダー西部のシリア対空レーダー基地2か所とダルアー県のシリア対空レーダー基地1か所を攻撃したと述べた。

#### イランによるイスラエルへの極超音速ミサイル攻撃
イランのイスラム革命防衛隊はイスラエルに向けて少なくとも181発の極超音速ミサイルを発射し、テルアビブの少なくとも1つの建物が被弾した。この攻撃は、Abbas Nilforoushan、ハサン・ナスララ、イスマーイール・ハニーヤの暗殺に対する報復である。テルアビブで少なくとも2人のイスラエル人が負傷し、ヨルダン川西岸のヌエイマではパレスチナ人1人が破片により死亡した。

### 10月2日
10月2日、ヒズボラは、イスラエル軍がOdaissehでヒズボラの戦闘員に待ち伏せされ、武装勢力のインフラを解体しようとしていた際に撤退を余儀なくされたと主張した。エゴズ部隊の兵士6人が衝突で死亡し、他に5人の重傷者を含む数人が負傷した。イスラエル国防軍は、衝突中にさらに20人のヒズボラの武装勢力が死亡したと述べた。
第36機甲師団のゴラニ旅団、第188機甲旅団、エツィオニ旅団、第282砲兵旅団を含むより多くのイスラエル軍がレバノン南部に入った。
ヒズボラはイスラエル北部に向けて約100発のロケット弾を発射した。ヒズボラは、ミサイルを使用してハイファの北の地域を標的にしたと述べた。また、ShtulaとMisgav Amのイスラエル歩兵も標的にした。

#### ベイルート郊外への攻撃
イスラエル航空機はベイルート南部郊外を攻撃した。第98師団の2つの旅団のイスラエル兵は、レバノン南部のヒズボラの施設を制圧し、大量の武器や弾薬などを押収した。また、イスラエル空軍と協力してレバノン南部の150のヒズボラの標的を制圧/破壊したと主張している。
ヒズボラは、東側からMaroun al-Rasに侵入するイスラエル兵と交戦し、イスラエル側に数人の死傷者を出したと主張している。レバノン軍は、イスラエル軍がKhirbet YarounとOdaissehの地域でレバノンとイスラエルと分ける境界線となっているブルーラインを越え、約400mの侵入後撤退したと主張した。イスラエル国防軍は、地上攻撃開始以来、イスラエル空軍が150のヒズボラの拠点を攻撃したと発表した。レバノン軍の兵士1人がイスラエルの無人機攻撃で負傷した。その部隊はKawkabaの入り口で道路を開通させる作業をしていた。
ヒズボラは、Yarounを迂回しようとするイスラエル兵を爆破装置で殺害または負傷させたと主張した。
ヒズボラは、サフェドに40発のロケット弾を発射し、ガリラヤ上部に数機の無人機を発射した。
空爆後、ベイルート住民は硫黄のような臭いを報告した。レバノン国立通信社は、イスラエルが人口密集地のBashoura地区で白リン爆弾を使用したと報じた。特定通常兵器使用禁止制限条約の議定書IIIによれば、民間地域での白リン爆弾の使用は禁止されている。

#### 死者と負傷者
イスラエル国防軍は、レバノン南部での戦闘中に兵士8人が死亡したと発表した。イスラエル国防軍はまた、侵攻開始以来、50人のヒズボラの武装勢力が殺害され、そのうち30人はエゴズ部隊との単一の戦闘で殺害されたと主張した。さらに、イスラエル兵30人が負傷し、うち7人は重傷を負い、第669部隊によって避難させられた。
ヒズボラは、Maroun al-Rasに接近する際に、誘導ミサイルでイスラエルのメルカバ戦車3両を破壊したと主張した。

#### ダマスカスへの無人機攻撃
シリア国営メディアは、首都ダマスカスでのイスラエルの無人機攻撃で少なくとも民間人3人が死亡、3人が負傷したと報じた。この攻撃で、前日に殺害されたヒズボラ4400部隊の指揮官の兄弟が死亡した。
ヒズボラは、Kafr Kila郊外の家に隠れているイスラエルの歩兵部隊の全員を、家の中で爆破装置を爆発させ、銃弾とロケット推進擲弾で標的にすることで殺害または負傷させたと主張した。ヒズボラは、Ya'araのイスラエル兵をロケット弾で標的にしたと述べた。

#### ベイルートの医療施設への攻撃
ベイルート中心部にあるレバノン議会から1km離れたヒズボラ関連の医療施設へのイスラエルの空爆により、救急隊員7人が死亡、11人が負傷した。

### 10月3日

#### レバノン軍への攻撃と反撃
レバノン軍は、イスラエル軍がビント・ジュベイル地域の軍の駐屯地を標的にし、レバノン軍は — この侵攻で初めて — イスラエル軍に反撃したと述べた。レバノン兵1人が死亡した。タイベでレバノン兵1人が死亡、レバノン赤十字社の医療従事者4人とレバノン兵1人が負傷した。彼らは救助と避難の任務中にイスラエルの攻撃を受けた。
レバノン軍は、ビント・ジュベイルの軍事拠点へのイスラエルの攻撃で兵士1人が死亡したと述べた。また、兵士が発砲源に反撃したとも述べた。

#### ヒズボラの攻撃
2機の無人機がイスラエル中部のバト・ヤムを標的にし、1機は撃墜され、もう1機は空き地に墜落した。
ヒズボラは、ベイト・ヒレル上空を飛行するイスラエル国防軍のヘリコプターを標的に地対空ミサイルを発射し、撤退を余儀なくさせたと述べた。約25発のロケット弾と2機の無人機がレバノンからイスラエルに向けて発射された。
ヒズボラはイスラエルの標的に12回以上の攻撃を開始した。ヒズボラは、2つの爆発物を爆発させることによって、マルーン・アッ＝ラース付近でイスラエル兵のグループを殺害または負傷させたと主張した。
ヒズボラはガリラヤ湖下流に10発のロケット弾を発射したが、死傷者は出なかった。
ヒズボラは、ヤルーンのイスラエル軍にセジル爆弾を爆発させ、死傷者を出したと主張した。また、ネトゥアのメルカバ戦車にミサイルを発射したと主張し、一方、ロケット弾の一斉射撃はオダイセ郊外のアッ＝タグラのイスラエル軍を標的にした。
ヒズボラは、メトゥラにカチューシャロケット弾100発、ファラク・ロケット弾6発、迫撃砲を発射した。ヒズボラは、ロケット弾を使ってツファットとカフル・ギラディを標的にしたと述べた。
ヒズボラによると、レバノン南部へのイスラエル国防軍の6回の侵入の試みは、ヒズボラ軍によって撃退された。

#### 死傷者
ベルギー人ジャーナリスト2人がベイルートで負傷した。レバノンでのイスラエルの空爆で米国居住者1人が死亡した。
イスラエル国防軍は、戦闘で死亡した9人目の兵士の死を発表した。ヒズボラは、10月3日にイスラエル国防軍兵士17人を殺害したと述べた。
世界保健機関（WHO）は、過去24時間でレバノンで28人の医療従事者が殺害されたと発表した。レバノンのフィラス・アビアド保健大臣は、ヒズボラ傘下の組織の救急隊員を含む救急医療隊員と消防士40人が3日間でレバノンで死亡したと述べた。

#### イスラエルの攻撃
イスラエル空軍はベイルートのヒズボラの情報通信拠点を攻撃した。
ビント・ジュベイルの市庁舎へのイスラエルの攻撃で15人が死亡した。イスラエル国防軍はヒズボラ戦闘員が殺害され、建物はヒズボラによって武器の保管に使用されていたと述べた。
ゴラニ旅団の兵士が活動していた地域周辺のレバノン南部の建物へのイスラエルの空爆で、ヒズボラの現場指揮官が死亡した。イラン革命防衛隊の顧問が、3日前にダマスカスでイスラエルの空爆により負った傷がもとで死亡した。イスラエル国防軍は、武器庫や製造拠点を含むベイルートのヒズボラの拠点15カ所を攻撃したと述べた。
ナスララの暗殺後、同グループの書記長の後継者になると予想されるヒズボラのハシェム・サフィエッディン上級幹部は、ベイルートでイスラエルの空爆の標的になったと報じられている。サフィエッディンが殺害されたかどうかは不明である。
イスラエル国防軍は、開戦以来、合計100人以上のヒズボラ民兵を殺害したと主張した。
ゴラニ旅団の隊員は、ヒズボラの指揮官が滞在していた軍事拠点を攻撃し、建物を占領した。ヒズボラ砲兵隊の指揮官、ヒズボラ工兵隊の指揮官、地元のレドワン部隊の指揮官が戦闘で死亡した。

### 10月4日

#### マースナー国境検問所への攻撃
イスラエル国防軍は、2発のミサイルを使用して「重要な輸送インフラ」を攻撃することにより、シリアとレバノン間のマースナー国境検問所での通行を停止させた。イスラエル国防軍は、攻撃の前日、この国境検問所がヒズボラによってシリアからレバノンへの武器輸送に使用されていると主張していた。

#### ヒズボラの攻撃
ヒズボラは、ロケット弾を使用してハイファを標的にしたと述べた。レバノンから発射されたロケット弾が上ガリラヤ地域に落下し、森林火災が発生した。過去24時間でメトゥラでは約50件のロケット弾または榴散弾の落下が報告されている。ヒズボラはイスラエルに向けて100発以上のロケット弾を発射した。ヒズボラはマルーン・アッ＝ラース平原付近のイスラエル兵の集団を攻撃したと主張した。ヒズボラは、ゴラン高原のナファ・イスラエル国防軍基地へのミサイル攻撃を開始したと述べ、クファル・ジャラーディも標的にしたと述べた。イスラエル国防軍は、ベイルートの情報本部を含むヒズボラの武器庫とインフラを攻撃したと述べた。

#### 死傷者
レバノン国立通信社は、マルジャユーンの公立病院付近でのイスラエルの無人機攻撃で医療従事者4人が死亡したと報じた。
イスラエル国防軍は、地上攻撃開始以来、レバノン南部で250人以上のヒズボラ戦闘員が死亡し、その中には21人の現場指揮官が含まれていると述べた。

#### レバノンにおけるイスラエルの支配
イスラエルは、レバノン南部の「複数の」シーア派の村を完全に支配したと主張した。

### 10月5日

#### ヒズボラの攻撃
2024年10月5日、ヒズボラはマロン・アル・ラス森林地帯を進軍中のイスラエルのメルカバ戦車を対戦車誘導ミサイルで攻撃し、死傷者を出したと主張した。
ヒズボラはヤロンのハレット・ウベイル村、イスラエル北部のカフリウフェルおよびクファル・ギラディのイスラエル兵を標的にロケット弾を発射したと主張した。
ヒズボラはラマト・ダヴィド空軍基地を標的にファディ1ミサイルを発射し、国境付近のイスラエル兵士を標的にロケット弾を発射するなど、イスラエル軍に対し少なくとも7回の攻撃を実行したと述べた。

#### イスラエルの攻撃
ビント・ジュベイルのモスクに対するイスラエルの攻撃は近くのサラー・ガンドゥール病院にも被害が及び、医療スタッフ9人が負傷した。IDFは証拠を提示することなく、モスク内に埋め込まれた指揮所のヒズボラ戦闘員を標的にしたと述べた。
IDFは、ヒズボラのトンネルを使用不能にするためにセメントを注入し始めたと述べた。
フランスの大統領エマニュエル・マクロンはイスラエルへの武器供給の停止を求め、ネタニヤフ首相はこれを非難した。これに対する報復と見られる行動で、IDFはフランスの石油会社トタルエナジーズが所有するベイルートのガソリンスタンドを爆破した。爆発により大規模な火災が発生したが、負傷者の報告はなかった。

#### 死傷者
バールベック出身の赤十字社の女性ボランティアがイスラエルの空爆で頭部に負傷し、死亡した。ベイルート郊外でのより大きな攻撃現場への救急隊の到着を阻止するため、救急隊の付近にミサイルが着弾した。
ハマスは、ベダーウィ難民キャンプにおけるイスラエルの無人機攻撃で、軍事幹部サイード・アタラ・アリとその妻と2人の幼い娘の死亡を確認した。
ヒズボラのロケット弾攻撃により、デイル・アル・アサドで3人が軽傷を負い、カルミエルで被害が発生した。

### 10月6日
ローマ教皇フランシスコはガザとレバノンの両方で即時停戦を求めた。

#### 教育における避難民
レバノン教育省は、イスラエルの侵攻と爆撃により、レバノンの125万人の生徒の40%が避難民になったと発表した。

### 10月7日

#### ヒズボラの攻撃
ハマスによるイスラエル攻撃の記念日に、ヒズボラはイスラエル北部に向けて数発のロケット弾を発射し、ハイファで少なくとも10人、ティベリアスで1人が負傷した。15発のロケット弾が検知された後、ガリラヤ地方北部で警報が発令された。IDFはレバノン国境での戦闘で兵士2人が死亡、他に2人が重傷を負ったと発表した。

#### イスラエルの攻撃
バラアチットのイスラム保健局傘下の消防署へのイスラエルの空爆により、消防士10人が死亡した。

### 10月8日
イスラエル国防軍がマロン・アル＝ラスでイスラエル国旗を掲げる様子が撮影され、村を制圧したことを示唆しているように見えた。しかし、UNIFILによれば、イスラエル国防軍部隊はその後マロン・アル＝ラスから所在不明の位置へ撤退した。

### 10月9日
ヒズボラと関係のある情報筋は、イスラエル国防軍がオダイセとクファル・キラから撤退したと述べた。

### 10月10日
UNIFILは、イスラエル軍が3つの平和維持部隊の拠点に向けて発砲したと述べた。1つは10月9日、他の2つは10月10日に発砲された。ある事件では、戦車が観測塔に向けて発砲したことで隊員2名が転落し負傷した。他の2つの事件では平和維持隊員に被害はなかった。

### 10月11日

#### レバノン軍検問所へのイスラエルによる攻撃
レバノン軍によると、イスラエルによる空爆がレバノン南部カフラのビント・ジュベイル郡にある軍事検問所付近の建物を襲撃し、レバノン兵2人が死亡、他のレバノン兵3人が負傷した。

## 停戦
ジョー・バイデン米国大統領の仲介により、イスラエルとレバノン政府で60日間の停戦合意が2024年11月27日に発効した。ヒズボラがリタニ川以北へ撤退して、イスラエル軍もレバノンから段階的に撤兵することを定めていたが、期限の2025年1月26日未明もイスラエル軍は駐留したままで、期間が2月18日まで延長された。

## 各国の反応
日本：林芳正官房長官はイスラエル軍によるヒズボラへの地上攻撃開始に「深刻な懸念」を表明し、即時停戦と自制、外交的解決を求めた。また、邦人の安全確保に全力を挙げ、自衛隊機派遣を含むあらゆる事態に対応する用意があると強調した。石破茂首相は10月2日、バイデン米国大統領と電話会談を行い、イランによるイスラエル攻撃を強く非難し、事態の沈静化に努める考えを示した。また、中国や北朝鮮、ウクライナ情勢での緊密な連携を確認し、日米同盟の更なる強化を図ることで一致した。
 アメリカ：9月30日の記者会見で、バイデン大統領は、レバノンにおけるイスラエルの行動に関する記者の質問に対し、イスラエルの計画を認識しているとしながらも、「停止には満足している」と述べ、「今すぐ停戦すべきである」と付け加えた。10月1日、アメリカ合衆国国防長官ロイド・オースティン国防長官は、イスラエルのヨアブ・ガラント国防相に対し、米国はイスラエルの地上攻撃を支持すると述べた。
 NATO：マルク・ルッテ事務総長は、「敵対行為が可及的速やかに終結すること」への期待を表明した。
 カナダ：レバノンからの自国民の避難を開始し、利用可能な民間航空便に800席を確保した。カナダ外務大臣は、「レバノンの治安状況はますます危険で不安定になっている」と述べた。
 フランス：レバノンからの自国民の避難を支援するため、レバノン沖にフランス海軍艦艇を配備した。
 イタリア：アントニオ・タヤーニ外務大臣は、侵攻によって引き起こされた不安定性により、パレスチナ国家の樹立のために国連に軍隊を派遣する用意があると発表した。
 カタール：シェイク・ムハンマド・ビン・アブドゥルラフマン・アール＝サーニー首相はレバノン軍司令官および首相と電話会談を行い、状況への「深い懸念」を表明した。国際協力大臣ロルワ・アルハーターは、この攻撃を非難し、Xで「我々の地域で怪物が解き放たれた」と述べた。
 ロシア：クレムリンの報道官ドミトリー・ペスコフは、レバノンにおける最近のエスカレーションを懸念していると述べた。
 トルコ：外務省は、この攻撃はレバノンの主権を侵害していると述べた。
 アラブ首長国連邦：外務省は、状況について「深い懸念」を抱いており、「レバノンの統一、国家主権、領土保全に対する揺るぎない立場を再確認した」と述べた。また、ムハンマド・ビン・ザーイド・アール・ナヒヤーン大統領は「レバノン国民への緊急救援パッケージ1億ドルの提供を指示した」。
 イギリス：デイヴィッド・ラミ外務・英連邦・開発大臣は、レバノンを離れたい英国市民のために英国がチャーター便を手配し、その便は10月2日にベイルート・ラフィク・ハリリ国際空港から出発すると述べ、「レバノンにいる英国市民の安全が最優先事項だ」と付け加えた。

### 避難

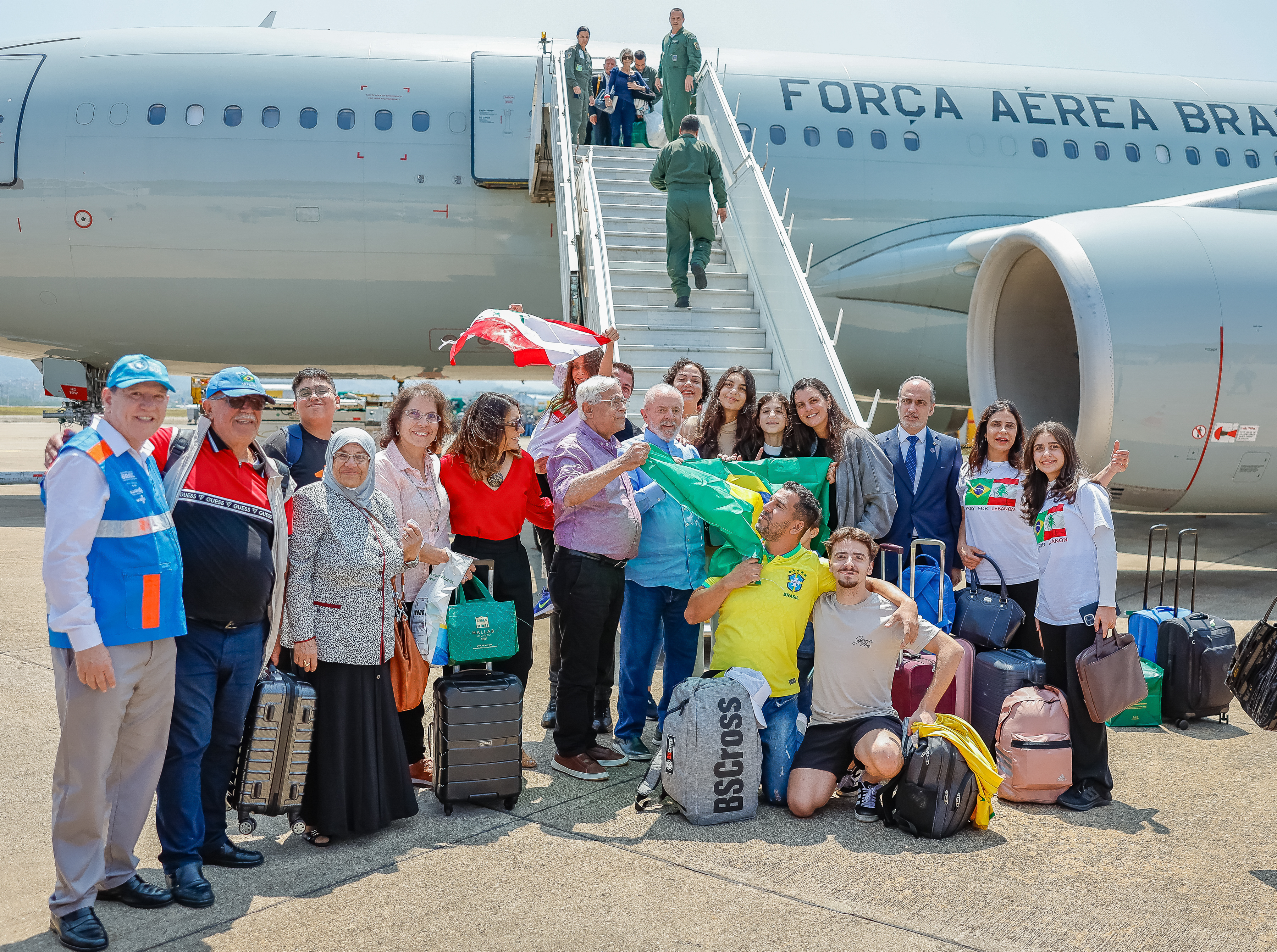
ルイス・イナシオ・ルーラ・ダ・シルヴァ大統領が2024年10月6日にレバノンから帰国したブラジル国民を出迎えている。

イスラエルとヒズボラの紛争激化以来、オーストラリア、カナダ、ブラジル、フランス、ドイツ、イタリア、イギリス、アメリカなどの多くの国が自国民にレバノンからの出国を呼びかけ、または避難を開始した。
アメリカ合衆国の場合、在ベイルート米国大使館は2024年9月27日に「現時点では米国市民を避難させていない」と発表した。これに対し、ラシダ・タリーブ下院議員は、アメリカ合衆国国務省が「アメリカ人を置き去りにし、自国民の保護を怠っている」と述べた。レバノンにいるアメリカ国民は、「劣等な米国市民」のように扱われていると感じていると述べた。レバノン系アメリカ人は、避難を促進することを期待して、国務省に対して集団訴訟を起こした。
避難は、各国の軍用機、チャーター便、またはキプロスを経由する海上ルートを使用して行われた。2024年10月5日時点では、イスラエルの空爆が近隣地域を襲っているため、多くの航空会社がベイルート・ラフィク・ハリリ国際空港でのサービスを無期限に停止していたが、レバノンのミドル・イースト航空やイラク航空、サウジアラビア航空などの地域航空会社は運航を続けていた。

## 分析

### アメリカ合衆国の影響
『The Guardian』に寄稿したアンドリュー・ロスは、この侵攻はイスラエルが主要同盟国であるアメリカ合衆国を無視する意思と、ネタニヤフ政権に対するアメリカの影響力の欠如を示していると評価した。カーネギー国際平和基金の上級研究員であるアーロン・デイヴィッド・ミラーは、これは一部には民主党がアメリカ合衆国大統領選挙前にネタニヤフを批判することを避けようとしたことが原因であると述べた。アナリストは、ネタニヤフにはアメリカ合衆国大統領選挙までの限られた期間しか、この地域でイランの代理勢力を攻撃する時間がないと考えている。ITV Newsと『The Washington Post』の記者は、この侵攻はアメリカ合衆国政府のイスラエルに対する影響力の低下を浮き彫りにしたという点で一致した。

### ネタニヤフの個人的動機
CNNのスティーブン・コリンソンによると、ワシントンのオブザーバーの間では、ネタニヤフは10月7日の攻撃を防げなかったことを償い、贈収賄、詐欺、背任で進行中の訴訟手続きを遅らせるために、戦争を継続することに強い個人的関心を持っているという疑惑が長年存在している。

### ヒズボラの能力
戦争研究所は10月5日、ヒズボラの指揮官多数が殺害され、一部の部隊の戦闘能力が低下した可能性が高いにもかかわらず、ヒズボラの能力は以前考えられていたほど低下していない可能性があると報告した。報告書は、ヒズボラは主力の部隊をレバノン国内のより奥まった場所に維持し、最前線でイスラエル軍に対して限定的な攻撃を行っているのみであると述べ、同グループは「少なくとも戦術レベル、そしておそらくはより高いレベルでも効果的な指揮統制を維持している」と結論づけている。

### レバノン政府
レバノン政府と国軍は、レバノン軍司令官ジョゼフ・アウンと国会議長ナビーフ・ビッリーの会談後、イスラエルとヒズボラの紛争に関与しないとする声明を発表した。レバノン軍はブルーライン沿いの観測所から一部の隊員を撤退させたが、リタニ川以南の領土からは撤退する意向はなく、「自軍陣地へのイスラエルの砲撃には対応する」と述べている。
ヒズボラの影響力がレバノン政界で弱体したため、アウンは軍司令官兼務のまま2025年1月9日、長らく空席だったレバノンの大統領に選出された。

### シリアにおけるアサド政権の崩壊
2011年から続くシリア内戦で、バッシャール・アル＝アサド政権はイランやヒズボラ、ロシアの支援を受けていた。ロシアが2022年からの対ウクライナ侵攻で疲弊したうえに、イスラエルの攻撃でヒズボラも戦力を低下させ、アサド政権崩壊の一因となった。